# Liste der Bodendenkmäler in Kirchehrenbach
Auf dieser Seite sind die Bodendenkmäler in der oberfränkischen Gemeinde Kirchehrenbach zusammengestellt. Diese Tabelle ist eine Teilliste der Liste der Bodendenkmäler in Bayern. Grundlage ist die Bayerische Denkmalliste, die auf Basis des Bayerischen Denkmalschutzgesetzes vom 1. Oktober 1973 erstmals erstellt wurde und seither durch das Bayerische Landesamt für Denkmalpflege geführt wird. Die folgenden Angaben ersetzen nicht die rechtsverbindliche Auskunft der Denkmalschutzbehörde.

## Bodendenkmäler in Kirchehrenbach
| Lage       | Objekt | Akten-Nr.     | Bild           |
| ---------- | --- | ------------- | -------------- |
| (Standort) | Bestattungsplatz mit Grabhügeln vorgeschichtlicher Zeitstellung mit Bestattungen der Urnenfelderzeit, der Hallstattzeit und der frühen Latènezeit.                                                                                           | D-4-6232-0099 |                |
| (Standort) | Höhensiedlung und Ringwallanlage „Ehrenbürg“ mit Funden des Mesolithikums, des Neolithikums, der späten Bronze- und Urnenfelderzeit, der Hallstatt- und Latènezeit, der späten römischen Kaiserzeit sowie des frühen und hohen Mittelalters. | D-4-6232-0100 | weitere Bilder |
| (Standort) | Hallstattzeitliches Grabhügelfeld. | D-4-6232-0101 |                |
| (Standort) | Vermutlich verschleiftes Grabhügelfeld der Hallstattzeit. | D-4-6232-0168 |                |
| (Standort) | Vermutlich Freilandstation des Mesolithikums und Siedlung der späten Latènezeit. | D-4-6232-0410 |                |
| (Standort) | Archäologische Befunde des Mittelalters und der frühen Neuzeit im Bereich der frühneuzeitlichen Pfarrkirche von Kirchehrenbach. | D-4-6232-0413 |                |
| (Standort) | Untertägige Bauteile der frühneuzeitlichen Walpurgiskapelle, Fundamente mittelalterlicher Vorgängerbauten, frühneuzeitliche Körpergräber sowie ein Graben vermutlich des späten Mittelalters.                                                | D-4-6232-0417 |                |
| (Standort) | Siedlung vorgeschichtlicher Zeitstellung und Wüstung des Mittelalters. | D-4-6232-0438 |                |
| (Standort) | Frühmittelalterliche Abschnittsbefestigung. | D-4-6233-0062 |                |
| (Standort) | Siedlung der späten Latènezeit. | D-4-6233-0188 |                |
| (Standort) | Siedlung des Mittelneolithikums, des Endneolithikums und der Urnenfelderzeit. | D-4-6233-0306 |                |